# Eliot Spitzer
Eliot Laurence Spitzer (ur. 10 czerwca 1959 w Nowym Jorku) – amerykański polityk pochodzenia żydowskiego związany z Partią Demokratyczną. W latach 2007–2008 był gubernatorem stanu Nowy Jork. Ustąpił 12 marca 2008 roku w wyniku skandalu obyczajowego.